# Giuseppe Pasquali
Giuseppe Pasquali (L'Aquila, 11 marzo 1898 – Marmarica, 26 novembre 1941) è stato un militare italiano, insignito della medaglia d'oro al valor militare alla memoria nel corso della seconda guerra mondiale.

## Biografia
Nacque a L'Aquila l'11 marzo 1898 figlio di Giovanni, di professione dipendente pubblico, e Guglielmina Baldini. Dopo la fine della prima guerra mondiale si arruolò volontario nel Regio Esercito, divenendo sottotenente in servizio permanente effettivo  (s.p.e.). Prestò servizio in numerosi reggimenti d'artiglieria nel nord Italia, e nel 1937 partì volontario per combattere nella guerra civile spagnola. Partecipò a numerosi combattimenti alla testa del I gruppo misto di obici da 100/17 del Corpo Truppe Volontarie, venendo decorato con tre Croci di guerra al valor militare.
Dopo l'entrata in guerra del Regno d'Italia, il 10 giugno 1940, combatte sul fronte greco venendo poi trasferito in Africa settentrionale. In forza al 24º Raggruppamento artiglieria di corpo d'armata prende parte ai combattimenti in Marmarica a partire dal 18 novembre 1941. Il 26 novembre dello stesso anno cadde in combattimento contro le forze dell'8ª Armata inglese del generale Claude Auchinleck, mentre comandava una batteria campale da 105/28. Fu decorato con la medaglia d'oro al valor militare alla memoria.